# 受田新吉

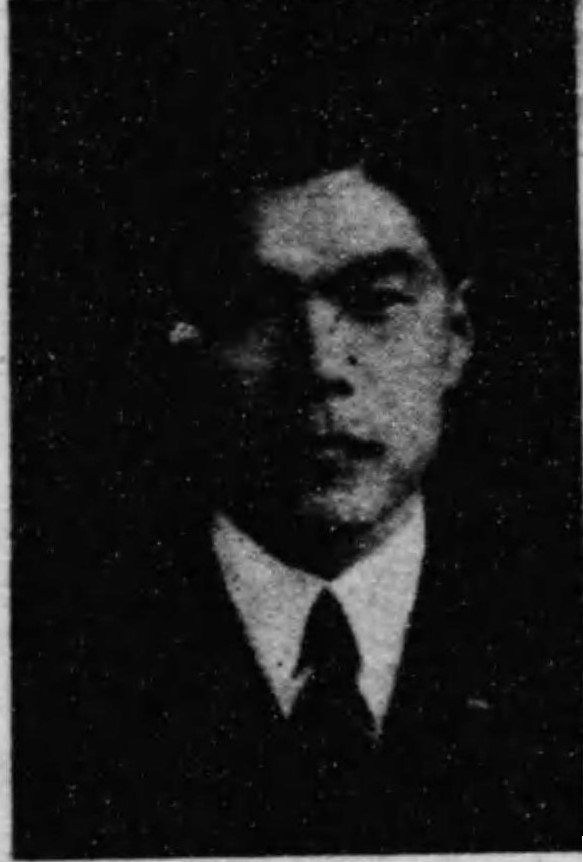
受田新吉

受田 新吉（うけだ しんきち、1910年5月18日 - 1979年9月21日）は、昭和期の政治家。位階は正三位、勲等は勲一等。
衆議院議員（12期）。

## 経歴
山口県大島郡大島町（現周防大島町）出身。日本大学法科卒業。青年学校長、中学校校長、山口県教職員組合副委員長を経て政界入り。無所属、日本社会党（左右分裂時は右派社会党）を経て民社党結成に参加し、党中央執行委員や国会議員団長を務めた。
1963年8月、大島町公民館建設資金として10万円寄付により1964年4月18日紺綬褒章受章。
1979年、体調を崩し、声が出なくなる病に倒れたため引退を表明し、後継者に受田の元秘書で山口県議会議員の部谷孝之を指名。同年9月21日、肺癌のため茨城県新治郡桜村の筑波大学附属病院で死去した。69歳没。同日、特旨を以て位九級を追陞され、死没日付をもって従七位から正三位勲一等に叙され、旭日大綬章を追贈された。
部谷は第35回衆議院議員総選挙に当選して受田の議席を継承した。

## 人物
- 選挙巧者でも知られ、東京から地元に帰るときも選挙区（旧山口2区）の入り口の岩国駅で特急からわざわざ各駅停車に乗り換え、相席になった人に「衆議院議員の受田です」とあいさつして気さくに話し込み、支持者を増やすほどだった。
- 実弟の受田兵吉は大島町議を長く務めた。元秘書の王田威博も大島町議を2期務めた。

## 国政選挙歴
- 1947年4月 - 第23回衆議院議員総選挙（旧山口2区）で無所属で当選。38,411票
- 1949年1月 - 第24回衆議院議員総選挙（旧山口2区）で日本社会党公認で当選。36,815票
- 1952年10月 - 第25回衆議院議員総選挙（旧山口2区）で右派社会党公認で当選。59,497票
- 1953年4月 - 第26回衆議院議員総選挙（旧山口2区）で右派社会党公認で当選。61,818票
- 1955年2月 - 第27回衆議院議員総選挙（旧山口2区）で右派社会党公認で当選。55,050票
- 1958年5月 - 第28回衆議院議員総選挙（旧山口2区）で日本社会党公認で当選。57,043票
- 1960年11月 - 第29回衆議院議員総選挙（旧山口2区）で民社党公認で当選。45,724票
- 1963年11月 - 第30回衆議院議員総選挙（旧山口2区）で民社党公認で当選。66,398票
- 1967年1月 - 第31回衆議院議員総選挙（旧山口2区）で民社党公認で当選。51,830票
- 1969年12月 - 第32回衆議院議員総選挙（旧山口2区）で民社党公認で当選。51,529票
- 1972年12月 - 第33回衆議院議員総選挙（旧山口2区）で民社党公認で当選。60,504票
- 1976年12月 - 第34回衆議院議員総選挙（旧山口2区）で民社党公認で当選。60,646票

## 著書
- 『白道をゆく 自叙伝』東洋図書出版 1979年